# 越谷市立光陽中学校
越谷市立光陽中学校（こしがやしりつ こうようちゅうがっこう）は、埼玉県越谷市川柳町にある公立中学校。

## 概要
越谷市は公立学校選択制を取り入れている。越谷レイクタウン駅の近くに所在している。

## 沿革
- 1977年4月1日 - 越谷市立南中学校を分離して隣接地に創設。越谷市立川柳小学校・越谷市立明正小学校も隣接している。
- 1977年11月26日 - 校歌発表[1]

## 教育目標
- やる気・・・自ら進んで学びつづける生徒
- 元気・・・進んで体力づくりに励む生徒
- 思いやり・・・他者への思いやりのある生徒[2]

## 部活動
- 野球部
- バレーボール部
- バスケットボール部
- 卓球部
- ソフトテニス部
- バドミントン部
- サッカー部
- ソフトボール部
- 体操競技・水泳部
- 陸上競技部 [3]
- 技芸部
- 美術部
- 吹奏楽部
- 茶道・筝曲部
- 科学部
- パソコン部

## 通学区域
- 川柳町一丁目 - 全域
- 川柳町二丁目 - 全域
- 川柳町三丁目 - 全域
- 川柳町四丁目 - 全域
- 川柳町五丁目 - 全域
- 蒲生四丁目 - 全域
- 蒲生東町 - 全域
- 登戸町 - 全域
- 南越谷一丁目 - 一部
- レイクタウン六丁目 - 全域
- レイクタウン七丁目 - 全域
- レイクタウン八丁目 - 全域
- レイクタウン九丁目 - 全域[4]

## 卒業生
芸能人
- 青木佑磨[5]
- 佐々麻梨江
- 市川由紀乃[6]